# Ivești (Galați)
Ivești is een Roemeense gemeente in het district Galați.

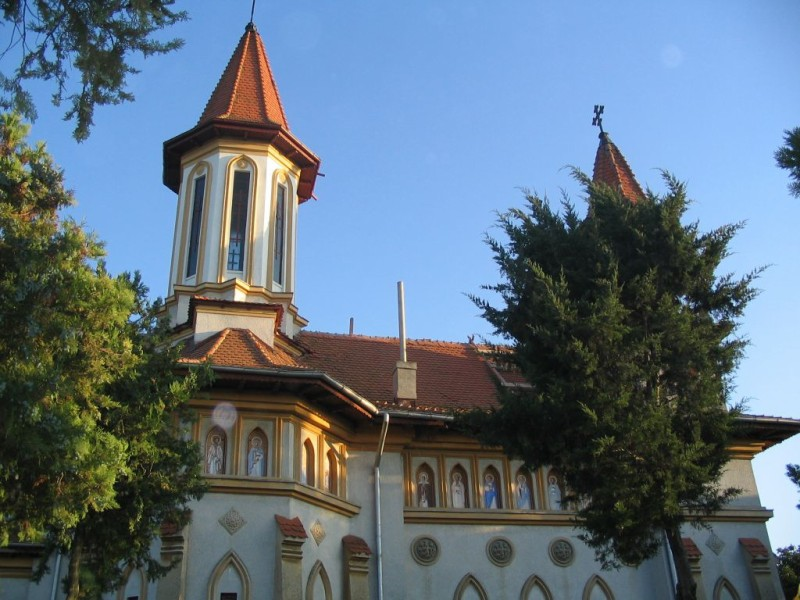
Ivești

Ivești telt 9782 inwoners.